# Gregorio Amunátegui Jordán
Gregorio Amunátegui Jordán (Santiago, 17 de enero de 1901 - 22 de julio de 1981). Ingeniero y político liberal chileno. Se desempeñó como diputado y senador de la República, ejerciendo la presidencia de la cámara baja entre 1937 y 1941.
Fue hijo del también político Gregorio Amunátegui Solar y Ana Luisa Jordán Swinburn. Contrajo matrimonio con Yolanda Valentina Prá Balmaceda.

## Actividades profesionales
Estudió en el Instituto Nacional. Ingresó más tarde a la Universidad de Chile, donde se graduó de Ingeniero civil en 1923, con una tesis titulada "Puente de concreto armado".
Ejerció su profesión en la Dirección General de Servicios Eléctricos (1925-1928) y fue socio de la Compañía Constructora Amunátegui y Leonvendagar (1926-1932). Fue además Director de la Compañía de Seguros La Agraria, de la Sociedad Minera Inca de Oro y de la Sociedad de Abogados Calizos.
Integró la Caja de Crédito Agrario (1932) y la Comisión de Warrants (1933). Asimismo, se desempeñó como tasador de la Caja Hipotecaria del Instituto de Crédito Industrial y Director del Banco Central (1936).
Administró los fundos de San Gabriel y La Placilla de Linares y San Francisco de Mostazal respectivamente.

## Actividades políticas
Militante del Partido Liberal desde 1921, llegando a ser su presidente nacional.
Fue elegido Diputado por el 1.er. Distrito Metropolitano: Santiago (1933-1937), integrando la comisión permanente de Hacienda. Reelecto Diputado por la misma agrupación distrital (1937-1941).
En febrero de 1940 participó de la elección complementaria al Senado, para llenar la vacante dejada por el Cristóbal Sáenz Cerda, quien asumiera como ministro de Relaciones Exteriores y Comercio, sin embargo, fue derrotado por el radical Rudecindo Ortega Mason quien obtuvo 22.619 contra 18.564 votos que logró Amunátegui.
Fue Presidente de la Cámara de Diputados (1937-1941).
Electo Senador por la 8.ª agrupación provincial de Biobío, Malleco y Cautín (1941-1949). Integró la comisión permanente de Hacienda y Presupuesto.
Nuevamente es elegido Senador por la misma agrupación de provincias (1949-1957), manteniéndose en la comisión de Hacienda y Presupuesto, de la cual fue Presidente. Siguió siendo Senador (1957-1965), formando parte de la misma comisión anterior.
En agosto de 1964 renunció a su colectividad, aunque al interior del partido se hablaba de expulsión, ya que terminó apoyando la campaña presidencial del socialista Salvador Allende.
Fue Presidente del Tribunal Calificador de Elecciones, en las elecciones municipales de 1963.
En 1969 se integró en el Movimiento Independiente Alessandrista para apoyar a Jorge Alessandri Rodríguez.